# Sông Can Bầu
Sông Can Bầu (hay sông Canh Bầu, sông Đập) là một phụ lưu của Sông Bôi (đồng thời cũng là phụ lưu cấp 2 của sông Hoàng Long, phụ lưu cấp 3 của sông Đáy). Sông có chiều dài 31 km và diện tích lưu vực là 94 km². Sông Can Bầu chảy qua các tỉnh Hoà Bình dài 15,5 km và Ninh Bình dài 14,5 km.
Phần hạ lưu sông Canh Bầu thuộc địa phận tỉnh Ninh Bình dài 14,5 km, có điểm đầu tại Chợ Đập (Gia Lâm, Nho Quan) và điểm cuối tại Canh Bầu (Gia Thủy, Nho Quan). Tên sông gắn liền với địa danh chợ Đập ở xã Gia Lâm hoặc làng Canh Bầu ở xã Gia Thủy đều thuộc huyện Nho Quan.
Sông Canh Bầu phục vụ vận tải địa phương, hàng hóa vận tải trên sông là VLXD, nông thổ sản, phương tiện 10÷15T đi lại thuận lợi. Theo Số: 2179/ QĐ-UBND của UBND tỉnh Ninh Bình V/v phê duyệt Quy hoạch giao thông đường thủy nội địa tỉnh Ninh Bình đến năm 2015 và định hướng phát triển đến năm 2020 thì sông Canh Bầu đoạn qua Ninh Bình được duy trì là tuyến đường sông cấp IV.